# Yasynove
Yasynove  (ucraniano: Ясинове) es una localidad del Raión de Kotovsk en el Óblast de Odesa de Ucrania. Según el censo de 2001, tiene una población de 29 habitantes.